# Maren Ade
Maren Ade (Karlsruhe, 12 de diciembre de 1976) es una directora de cine, guionista y productora de cine. Ade vive en Berlín, donde enseña escritura de guiones en la Academia de Cine de Baden-Württemberg en Luisburgo.

## Carrera
En 2001 Ade cofundó la productora cinematográfica Komplizen Film junto con Janine Jackowski, compañera de la Universidad de Televisión y Cine de Múnich. Con Komplizen Film produjo su película The Forest for the Trees en 2003. Entre otros honores, la película recibió el Premio Especial del Jurado en el Festival de Cine de Sundance en 2005. A pesar de ser un proyecto estudiantil, The Forest for the Trees fue proyectada en un gran cantidad de festivales internacionales.
En 2009, su segunda película, Everyone Else, celebró su estreno mundial en la Sección de Competencia Oficial del Festival Internacional de Cine de Berlín, donde recibió el Oso de Plata a la Mejor Película (Gran Premio del Jurado) y a la Mejor Actriz de Oso de Plata por Birgit Minichmayr. En 2012, Ade anunció que escribiría y dirigiría una película llamada Toni Erdmann. La cinta debutó en competencia en el Festival de Cine de Cannes 2016, siendo la primera película alemana en debutar allí en diez años. El filme ganó el premio máximo en los European Film Awards, convirtiendo a Ade en la primera mujer en dirigir una película que ganó el primer lugar en dichos premios.

## Filmografía

### Como directora y guionista
- 2000 - Level 9
- 2001 - Vegas
- 2003 - The Forest for the Trees
- 2009 - Everyone Else
- 2016 - Toni Erdmann

## Premios y distinciones
Premios Óscar
| Año  | Categoría                                       | Trabajo nominado | Resultado |
| ---- | ----------------------------------------------- | ---------------- | --------- |
| 2017 | Mejor película extranjera (de habla no inglesa) | Toni Erdmann     | Nominado  |

Festival Internacional de Cine de Cannes
| Año  | Categoría        | Trabajo nominado | Resultado |
| ---- | ---------------- | ---------------- | --------- |
| 2016 | Premios FIPRESCI | Toni Erdmann     | Ganadora  |